# Vilhelm Bjerke Petersen
Vilhelm Bjerke Petersen (Kopenhagen, 24 december 1909 - Halmstad, 13 september 1957) was een Deens kunstschilder.

## Leven en werk
Petersen was de zoon van museumdirecteur Carl Petersen, van wie hij veel kennis van de kunstgeschiedenis heeft opgedaan. Deze kennis was van grote invloed op zijn latere werk. In 1929 begon hij met een studie aan de kunstacademie in Oslo. In 1930 en 1931 studeerde hij aan het Bauhaus te Dessau. Na zijn terugkeer naar Denemarken, werd hij in de jaren 30 een van de leidende figuren in de Deense kunstenaarswereld. In 1933 richtte hij de kunstenaarsgroep Linien op.
Petersen schilderde in een surrealistische stijl. Daarnaast was hij theoreticus en publiceerde diverse boeken en tijdschriftartikelen over abstracte en surrealistische kunst.
In de Tweede Wereldoorlog moest hij vluchten naar Zweden, niet alleen vanwege zijn communistische sympathieën, maar ook vanwege het werk Meesters en idealen uit 1935 dat Adolf Hitler en zijn officieren weergeeft als oorlogsslachtoffers met geamputeerde ledematen.